# 周金湯
周金湯（17世紀—1661年），字憲洙，福建興化府莆田縣人，明朝、南明軍事人物。

## 生平
周金湯少年時擅長詩賦，但長大後喜好兵法，崇禎十二年（1639年）中武舉人，十三年（1640年）聯捷武進士，就選前見四方亂象叢起，走遍吳楚兩粵觀察山川屯兵和扼塞位置，三年後回家，帶妻子寄住陽江海島中，泣別說：「我現在委身於君上了，國家多難，必當馬草裹屍，以防萬一，你不要顧念我。」前往謁選，獲授上湖守備，訓練士兵精銳，能以少擊多，連戰皆勝，調任永州都司、副總兵。
永曆元年（1647年）五月，周金湯窺視永州城空虛，糾集壯士二百人在晚上登城，收復永州，並追擊清兵至祁協排山，其後永州再次失陷，他退守全州，與熊兆佐屯駐三義鋪，防備宜湘小路。二年（1648年）二月郝永忠劫掠桂林，事後他入城安置保護婦女，待家屬認領，又請瞿式耜入城安定當地，三月和焦璉、熊兆佐軍隊聯合，而趙應選、胡一青部隊先後來臨，南明軍隊軍心振奮，他也擢為都督總兵。清兵迫近，何騰蛟督師三面出擊，他和熊兆佐自榕樹門出戰鳳凰坪，大敗清兵並收復全州，掛果毅將軍印，封漳平伯，由御史倪炳元監督他和馬養麟軍隊。
永曆三年（1649年），周金湯守衛永州，八月時與熊兆佐在大嵩橋立柵拒戰，永州因此失陷，不久他晉封太子太師，提督勇衛營，四年（1650年）八月，他屯駐連州朱岡，桂林失守後火燒梧州走入博白；七年（1653年）六月收復石城，閏七月跟隨從李定國攻打肇慶，以數萬兵力收復化州，斬殺敵軍參將應太極，又收復遂溪，招降清將陳琪，到九月兩地又再失陷，他前往石城會合鄧耀兵馬，其後自防城走至上思、南寧。
永曆十年（1656年）五月，周金湯於欽州貼浪戰敗，十一年（1657年）永曆帝入滇京，命他與賀九儀在南寧固守行在門戶，十二年（1658年）正月又與曹延生、太監劉國柱自龍門航海前往思明冊封鄭成功，因為大風覆舟回航，很快朝廷命他聯同職方主事許如桂、太監劉之清再次前往。
永曆十四年（1660年），周金湯在雷州、廉州海上起兵，與王懋德屯鎮隔水南廳，八月他戰敗，與周宗鼎被清軍擒獲，囚禁半年後不接受誘降，於是被殺害，行刑前監斬給他紙筆，他奮然寫下絕命詩，廣州人將他葬在府城辰門外周家埔。他生平好學，嘗寫下《老子金剛經選》、《唐詩明詩》等集，但都散佚不存。

## 引用
1. 1 2  錢海岳《南明史·卷六十五·列傳第四十一》：周金湯，字憲洙，莆田人。崇禎十三年武進士。少善詩賦，壯好兵法，精騎射劍槩。時天下方亂，歷吳、楚、兩粵，徧觀山川屯兵扼塞，結納其邑中少年豪傑，三年乃歸。挈妻子寄陽江海島中，泣別曰：「國家多難，吾當馬草裹屍，冀圖萬一。若輩勿以我為念也。」謁選上湖守備，訓練精銳，能以少擊眾，所向皆捷。遷永州都司、副總兵。永曆元年五月，覘城空虛，糾壯士二百人，夜鼓噪而登，復永州，追清兵至祁協排山，去衡州百里。永州陷，守全州，與熊兆佐屯三義鋪，防宜、湘小路。二年二月，桂林之變，首入城，收婦女置別室護之，待家屬認領。請瞿式耜入城，桂林乃安。三月，式耜、何騰蛟在桂林，金湯與焦璉、兆佐合兵。已趙應選、胡一青先後至，軍遂振。歷擢都督總兵。清兵迫，騰蛟督師三面出，金湯、兆佐共出榕樹門，戰鳳凰坪，沿左山東下，横擊破陳，清兵大崩，遂復全州。挂果毅將軍印，封漳平伯，以御史倪炳元監金湯、馬養麟軍。三年，守永州。八月，與兆佐立柵大嵩橋，拒戰不勝，城遂陷。尋晉太子太師，提督勇衛營。四年八月，屯連州朱岡。桂林陷，火梧州走博白。七年六月，復石城。閏七月，從李定國攻肇慶，以數萬人復化州，斬參將應太極；復遂溪，降其將陳琪。九月復陷，至石城，合鄧耀兵。久之，自防城走上思、南寧。十年五月，敗於欽州貼浪。七月，陳志祿、梁信、黃桂中、贊中、寧學向、廖覲乾、隆見規起兵復靈山。守備陸國相反正，斬知縣徐尚介。羅應駟起兵全州應之。十月，志祿敗死。十一年，上幸滇京，命與賀九儀守南寧，固行在門戶。十二年正月，與曹延生及太監劉國柱，齎印冊自龍門航海思明封鄭成功，大風舟覆，回。繼命同職方主事許如桂、太監劉之清往。十四年，起兵雷、廉海上，與王懋德屯隔水南廳。李嘗榮自海陵降清。八月，金湯戰敗，與周宗鼎被執。係獄半年，誘降不從，從容就義。監刑者授以紙筆，問所欲言。金湯奮然書絕命詩與之。粵人葬之廣州辰門外周家埔。
2. ↑  乾隆《莆田縣志·卷十五·選舉志》：武科……明……崇禎十二年己卯（武舉人）……周金湯 庚辰會舉，有傳
3. ↑  乾隆《莆田縣志·卷二十九·人物志》：周金湯，字憲洙，少時折節讀書，著詩賦。及壯，好孫吳兵法，因學劔梁弓馬，皆精其能。崇禎庚辰以武經成進士。將就選，見四方亂起，乃歷吳楚兩粵，遍觀山川屯兵，扼塞處，習其邑中少年。三年歸，挈妻子寄陽江海島中泣而別，曰：「吾今委身於君矣。國家多難，當馬草裹屍，冀圖萬一，若輩勿以我為念也。」往謁選，授上湖守備，訓練精銳，後歷官破陣、克復，以智勇稱。後死於粵東，粵人葬之今廣州辰門外，外有周家埔是其墓所在。生平好學，嘗著老子金剛經選、唐詩明詩，其文稿惜散佚不存。